# إليزابيث كاتر مورو
إليزابيث كاتر مورو (بالإنجليزية: Elizabeth Cutter Morrow)‏ (29 مايو 1873 - 24 يناير 1955)؛ كاتِبة وشاعرة أمريكية. درست في كلية سميث.